# 베트남 동

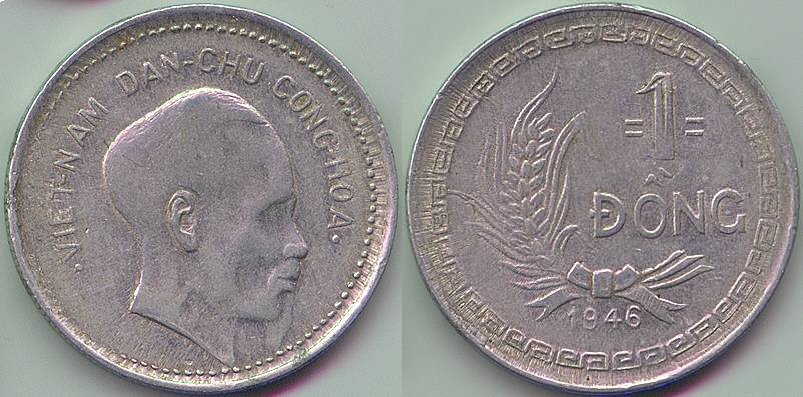
북베트남 시절의 1동

베트남 동(베트남어: đồng / 銅)은 1978년 5월 3일 이후 계속 시행된 베트남의 화폐 단위이며, ₫로 표기하거나 VND(Vietnam Dong)로 표기를 한다. 동은 베트남 은행에 의해 발행되며, 10개의 세부 단위(하오)로 구별된다. 하오는 가치가 너무 낮아서 지금은 발행되지 않는다.
세계에서 화폐 가치가 두 번째로 낮은 화폐이며(제일 낮은 화폐는 이란 리알이다.) 1달러에 25400 베트남 동이다(2024년 4월 18일). 다만 이 통화는 한국돈 10원을 기준으로 하면 약 200VND와 같은 가치를 가지고 있어, 베트남 동의 기본 통화를 1,000 VND 이상으로 거래되기 때문에 일본의 돈인 1엔을 기준으로 매겨진다면 한국 돈인 10원 짜리 동전 하나와 마찬가지로 약 200 VND에 이른다.

## 어원
동(đồng)이라는 말은 동전(베트남어: đồng tiền / 銅錢)에서 왔으며, 원래는 중국 왕조 이래 만들어온 청동 동전을 가리키는 말이었다. 하오(hào)라는 말은 중국어 毫에서 왔으며, 현재 동 단위의 1/10이다.

## 역사
베트남어로 동은 돈 또는 청동을 의미한다. 프랑스에 식민지화 되기 전에는 동화가 유통되었고, 통화단위는 지금보다 훨씬 작았다. 베트남이 프랑스령 인도차이나에 편입된 후 프랑스어로 달러를 의미하는 피아스톨이 통화단위였다. 피아스톨은 베트남어에서는 동 혹은 은을 의미하는 바크(베트남어: bạc / 鉑 박)라고 읽는다. 베트남의 독립 후, 남북 베트남 양국은 다른 통화를 발행했지만, 단위는 동을 사용했다. 남 베트남의 병합 후, 동이 공통의 통화단위로서 사용되게 되었다.

## 동전

### 최초 발행
1978년 알루미늄으로 만든, 1, 2, 5하오와 1동짜리 동전이 발행되었다. 만성적인 인플레이션으로 인해 몇 년 동안 유통되지 못했다.

### 두 번째 발행
구리와 황동, 구리-니켈, 은화, 금화 기념 주화가 1986년부터 오늘까지 발행되었다. 하지만, 이러한 동전들은 유통이 되지 않았다.

### 2003년 발행
베트남 국립은행은 2003년 12월 17일 동전 발행을 재개했다. 핀란드 조폐국이 발행한 새로운 동전은 니켈 도금 강철이나 황동 도금 강철로 된 200, 500, 1,000, 2,000, 5,000 동의 종류였다. 동전의 재도입 이전에, 베트남 소비자들은 자동판매기에서 상품을 구매하기 전에 점원을 통해 지폐를 토큰으로 교환해야 했다. 이는 또한 국가가 쉽게 쓰게 되는 경향이 있는 소액권 지폐를 대량으로 생산하는 비용을 줄이는 데 도움을 주기 위한 것이기도 했다.

## 지폐

### 최초 발행
1978년 베트남 은행이 5하오와 1, 5, 10, 20, 50₫짜리 지폐를 발행하였다. 1980년에 2, 10₫이 추가 되었고, 1981년에는 30, 100₫짜리 화폐가 발행되었다.

### 두 번째 발행
1985년 5하오와 1, 2, 5, 10, 20, 30, 50, 100동 그리고 500₫짜리 지폐가 발행되었다. 인플레이션이 지속되자, 1987년에는 200, 1000, 2000, 5000₫짜리 지폐가 발행되었고, 1990년에는 1만₫, 5만₫이, 1991년에는 2만₫이 추가되었고, 94년에는 10만₫이, 2003년에는 50만₫이 2006년에는 20만₫짜리 화폐가 추가되었다.
다섯 가지 종류의 지폐가 있다. 현재 2003년에 발행된 지폐 외에, 이전에 발행된 지폐는 다소 복잡하고, 통일된 디자인이 되지 못하였다.
2007년 6월 7일에는 5만₫과 10만₫ 종이 지폐의 발행을 중지를 명하고, 2007년 9월 1일부터 회수에 들어갔다.

## 수표
경제 발전에 따른 대단위 돈에 대응하기 위해 베트남 은행은 10만~500만₫에 해당하는 가계 수표를 발행하였다. 위조를 막기 위해서 위조방지에 노력을 하였고, 5~6개월마다 디자인을 변경하였고, 발행일로부터 5~6개월 이내에 만료되도록 하였다.

## 이전 화폐

### 북베트남 동
베트남 민주 공화국은 1946년 통화발행법령을 발표하고 북베트남 동을 독자적으로 발행하기 시작했으며 1976년 통일이 이루어질 때까지 화폐를 발행, 유통시켰다.

### 남베트남 동
베트남국과 베트남 공화국은 1953년부터 1975년까지 남베트남 동을 발행, 유통시켰다.
1953년 이전에는 프랑스령 인도차이나의 화폐였던 피아스트르가 사용되었다.

## 같이 보기
- 베트남의 경제